# David Nicholls
David Nicholls (n. 30 noiembrie 1966 în Eastleigh) este un scriitor englez.

## Viața
Nicholls a fost actor de teatru. Frecventează între anii 1983 și 1985 un colegiu în Eastleigh, Grafschaft Hampshire, iar până în 1988 University of Bristol, după care a absolvit o pregătire Central School of Speech and Drama.
Pe scenă a apărut sub pseudonimul David Holdaway, printre altele în West Yorkshire Playhouse în Leeds și la Royal National Theatre.

## Opere (în română)
- Cine stie castiga. Humanitas Fiction, Cocktail, București 2008, ISBN 978-9-7350-1707 1
- Dublura.Humanitas, Cocktail, București 2008, ISBN 978-9-7368-9206 6
- O zi. Litera, București 2011, ISBN 978-3-0369-5542-1